# Kentaro Sato (futbolista)
Kentaro Sato (佐藤 健太郎 Sato Kentaro?, nacido el 14 de agosto de 1984 en Mie) es un futbolista japonés que se desempeña como centrocampista.

## Trayectoria

### Clubes
| Club                | País  | Año         |
| ------------------- | ----- | ----------- |
| Montedio Yamagata   | Japón | 2007 - 2011 |
| JEF United Chiba    | Japón | 2012 - 2015 |
| Kyoto Sanga FC      | Japón | 2016        |
| Renofa Yamaguchi FC | Japón | 2017 -      |

## Estadística de carrera

### J. League
| Club                | Año   | J. League | J. League | Copa J. League | Copa J. League | Total | Total |
| Club                | Año   | Part.     | Goles     | Part.          | Goles          | Part. | Goles |
| ------------------- | ----- | --------- | --------- | -------------- | -------------- | ----- | ----- |
| Montedio Yamagata   | 2007  | 10        | 0         | -              | -              | 10    | 0     |
| Montedio Yamagata   | 2008  | 32        | 2         | -              | -              | 32    | 2     |
| Montedio Yamagata   | 2009  | 32        | 0         | 4              | 0              | 36    | 0     |
| Montedio Yamagata   | 2010  | 33        | 0         | 6              | 0              | 39    | 0     |
| Montedio Yamagata   | 2011  | 27        | 1         | 2              | 0              | 29    | 1     |
| JEF United Chiba    | 2012  | 34        | 0         | -              | -              | 34    | 0     |
| JEF United Chiba    | 2013  | 40        | 0         | -              | -              | 40    | 0     |
| JEF United Chiba    | 2014  | 37        | 0         | -              | -              | 37    | 0     |
| JEF United Chiba    | 2015  | 29        | 0         | -              | -              | 29    | 0     |
| Kyoto Sanga FC      | 2016  | 34        | 0         | -              | -              | 34    | 0     |
| Renofa Yamaguchi FC | 2017  | 36        | 0         | -              | -              | 36    | 0     |
| Total               | Total | 344       | 3         | 12             | 0              | 356   | 3     |